# Аніта Лонсбро
Аніта Лонсбро (англ. Anita Lonsbrough, 10 серпня 1941) — британська плавчиня.
Олімпійська чемпіонка 1960 року, учасниця 1964 року.
Чемпіонка Європи з водних видів спорту 1962 року, призерка 1958 року.
Переможниця Ігор Співдружності 1958, 1962 років.